# Vexi Salmi

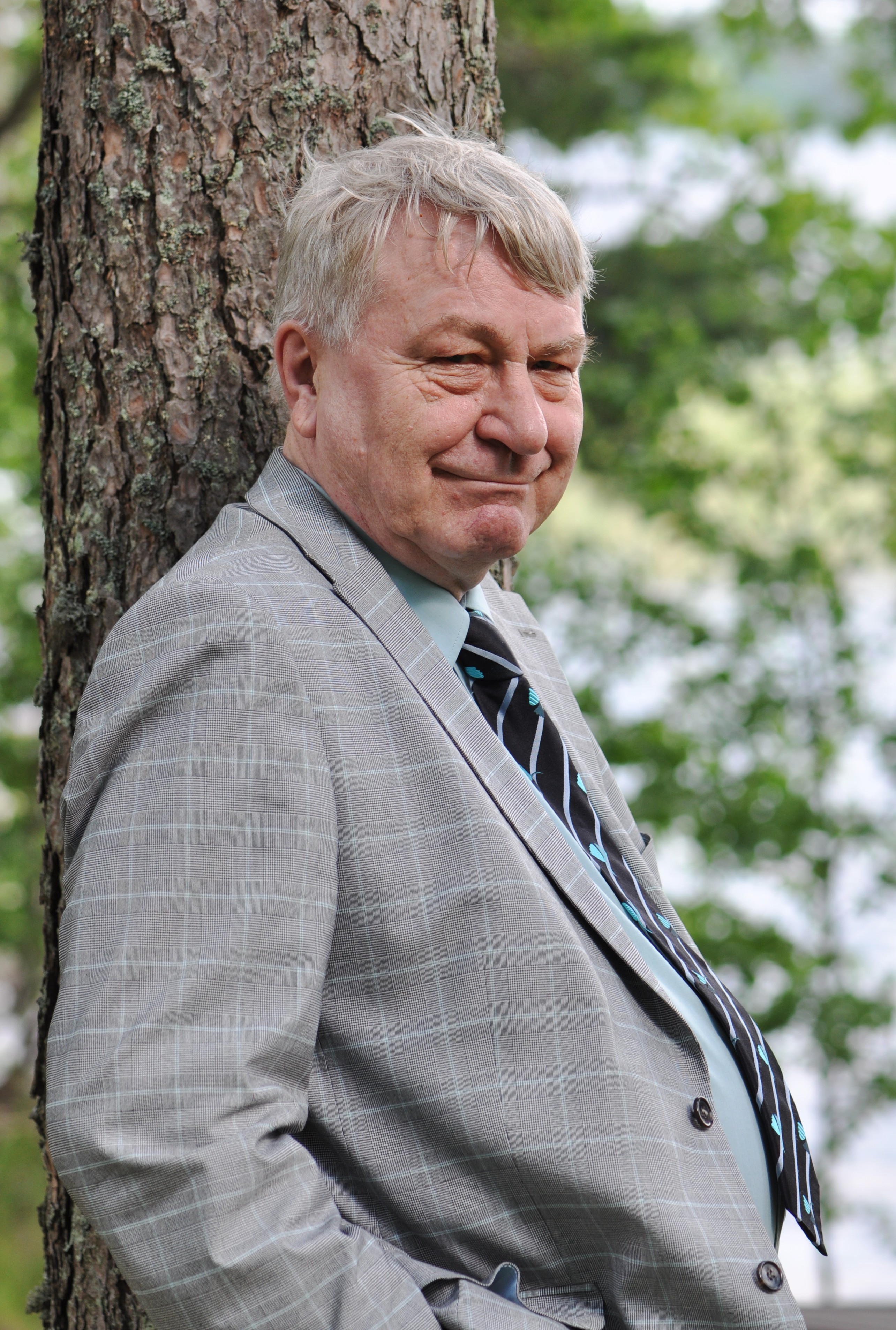
Vexi Salmi (2009)

Veikko Olavi Salmi (kurz: Vexi; * 21. September 1942 in Hämeenlinna; † 8. September 2020 in Helsinki) war ein finnischer Lyriker und Songschreiber.

## Leben
Salmi wuchs zusammen mit seiner älteren Schwester in Hämeenlinna als Sohn eines Zimmermanns und einer Fabrikarbeiterin auf. Als Salmi zehn Jahre alt war, starb sein Vater bei der Arbeit.
Später lernte er Antti Hammarberg (später: Irwin Goodman) kennen und zusammen schrieben sie ihren ersten Song namens Humalamäki. Goodman wurde ein Röcksänger und Salmi schrieb die Lyriks und unterstützte ihn im Management.

## Werke (Auswahl)

### Lieder
- Pienestä asti
- Heti asiaan
- Muovaile sitä
- Merikarhu Andersson
- Ai ai Sanghai
- Riion karnevaalit
- Vertaansa vailla
- Valparaison yö
- Minä ja Jungmanni Virtanen
- Jos se kertoa voisi[3]

### Bibliografie
- 1967: Raha ratkaisee (über Irwin Goodman)
- 1982: Noomit
- 1983: Lautturin lauluja
- 1993: Siniset mokkakengät
- 1994: Mikä laulaen tulee
- 1995: Rantaravintola
- 1997: Elvis elää!
- 2002: Kari Tapio – Olen suomalainen
- 2003: Vinyylin rahinaa
- 2009: Minun Hämeenlinnani[4]

## Auszeichnungen
- 1993: Juha Vainio Writer's Award[5]

- 2003 wurde der nach ihm benannte Preis Vexi Salmi Award begründet.